# Propithecus coquereli
El sifaca de Coquerel (Propithecus coquereli) es un primate estrepsirrino de la familia Indriidae. Como todos los lémures es endémico de Madagascar, al norte de la isla, en la región de Sofía.
Descrita en 1867 por A. Grandidier como Cheirogalus coqwuereli, fue posteriormente considerada una subespecie del sifaca de Verreaux, hasta que en 2001 fue elevada a la categoría de especie por Groves y por Mayor y colaboradores en 2004.
Su cuerpo mide de 42 a 50 cm, más la cola que alcanza los 50 o 60 cm, y pesa casi cuatro kilogramos; es una especie de tamaño medio dentro de este género. De cuerpo blanco, con pecho y zonas interiores y exteriores de muslos y brazos marrones. La cara y el morro son negros con un tono blanquecino encima de la nariz. Las orejas son desnudas, pequeñas y negras y los ojos amarillos.
P. coquereli habita en bosques mixtos secos, en sus orlas de matorral y en manglares, desde el nivel del mar hasta los 300 m de altitud. Fitófagos generalistas, se alimentan de hojas nuevas, corteza, flores y frutos en la estación húmeda y hojas maduras y brotes en la seca. La gestación dura unos 160 días, y los nacimientos tienen lugar entre junio y julio. Las crías al nacer se cuelgan del pecho de sus madres hasta que al mes trepan a su espalda. Todos los miembros del grupo acicalan, juegan y transportan a las crías. A los seis meses son independientes y al año alcanzan su crecimiento máximo. Alcanzan la madurez sexual a los dos años y medio. Son diurnos y arbóreos; a menudo descienden al suelo y es su forma de desplazarse por el suelo la que mejor les diferencia  de P. verreauxi. Viven en pequeños grupos de 3 a 10 individuos con áreas de campeo de 4 a 9 ha.
Su estatus en la Lista Roja de la UICN es de «especie en peligro de extinción», debido a que en las últimas tres generaciones (unos 50 años) su población ha descendido a la mitad, causado por la pérdida de la superficie y calidad del su hábitat que se ha trasformado en pastos para ganado mediante incendios y deforestado para la recolección de leña. Además su caza como alimento se está incrementando. Estas causas no cesan y de no hacerlo pronto la población descenderá y se deberá catalogar como especie en peligro crítico de extinción. Especie protegida por el apéndice I de CITES. Existen poblaciones de sifaca de Coquerel dentro de las áreas de conservación y protección del Parque nacional de Ankarafantsika y de la Reserva Especial de Bora.